# 아누슈카 샹카르
아누슈카 샹카르(Anoushka Shankar, 1981년 6월 9일 ~ )는 잉글랜드의 시타르 연주자이자 작곡가이다.